# Rock Island Arsenal (Illinois)
Rock Island Arsenal é uma Região censo-designada localizada no estado americano de Illinois, no Condado de Rock Island.

## Demografia
Segundo o censo americano de 2000, a sua população era de 145 habitantes.

## Geografia
De acordo com o United States Census Bureau tem uma área de
6,6 km², dos quais 4,1 km² cobertos por terra e 2,5 km² cobertos por água.

## Localidades na vizinhança
O diagrama seguinte representa as localidades num raio de 8 km ao redor de Rock Island Arsenal.